# Heidi Lenaerts
Heidi Lenaerts (Stal, 23 juni 1975) is een Vlaamse radiopresentatrice.

## Jeugd
Lenaerts komt uit Stal, Koersel, een deelgemeente van de stad Beringen. Haar humaniora behaalde ze aan het Sint-Jozefscollege in Beringen. Ze behaalde een diploma Communicatiebeheer aan de Erasmushogeschool te Brussel.

## Radio
Lenaerts begon haar carrière bij Radio 1 (Vlaanderen) en werkte wat achter de schermen voor de televisie. Ze werd pas bekend als presentatrice van het ochtendjournaal op Studio Brussel, waar ze opviel door haar specifieke huig-r. Aanvankelijk was Nathalie Delporte haar copresentatrice, maar later werd Nathalie vervangen door Wim Oosterlinck. Lenaerts en Oosterlinck werden algauw een heel populair radioduo. Uiteindelijk gingen de twee uit elkaar en kreeg Heidi een plaatsje in de avondprogrammatie.
Van eind 2005 tot 21 april 2006 werd het tweetal opnieuw ingeschakeld voor de ochtendprogrammatie. Hierna besloot Lenaerts voor Ketnet en Oosterlinck om voor de zender Q-Music te presenteren. Het laatste nummer dat Wim draaide in hun ochtendshow samen, droeg hij aan Heidi op: "Afscheid nemen bestaat niet" van Marco Borsato.
Hierna presenteerde Lenaerts op zaterdagvoormiddag nog de Hit 50 op Studio Brussel. In de zomer van 2007 was ze elke weekdag tussen zes en negen uur op Studio Brussel te horen. Hierbij verving ze Peter Van de Veire en Sofie Lemaire tijdens hun vakantie. Daarom moest ze de zomer de Hit 50 afstaan aan Siska Schoeters en Steven Lemmens.
In het najaar kreeg Lenaerts met De Goeiemiddag Show weer een eigen middagprogramma op Studio Brussel, waar ze op luchtige wijze de actualiteit besprak. Dat was de opvolger van Brussel Midi. Onder anderen Serge Simonart, Murielle Scherre en Jan van den Berghe leverden elke week een bijdrage tot het programma.
In het najaar van 2008 mocht Lenaerts het live programma Dit is mijn huis presenteren. Hierin ging ze elke zondagnamiddag op bezoek bij een Bekende Vlaming, die op zijn beurt ook twee gasten uitnodigde. Sinds 31 augustus 2009 werkt ze bij Klara. Momenteel presenteert ze er Django (seizoen 9).

## Televisie
Lenaerts maakte in april 2006 samen met een andere Studio Brussel-presentator Tom Gernaey de overstap naar Ketnet. Ze presenteerden onder andere het programma "Shoot". Later nam Peter Pype het van hem over. In 2007 stopte ze zelf met haar werk voor Ketnet en ging ze terug naar de radio.
Lenaerts was in het najaar van 2006 en 2007 ook jurylid voor het programma Eurosong For Kids.
In 2006 zat ze ook vier afleveringen lang in De Slimste Mens ter Wereld. 

## Privé
In 2008 kreeg Lenaerts een dochter met haar partner, radiopresentator Ronald Verhaegen. Het koppel trouwde in 2011 en kreeg dat jaar ook een tweede dochter.